# Матамаскит (језеро)
Матамаскит (језеро) (енгл. Lake Mattamuskeet) је језеро у Сједињеним Америчким Државама. Налази се на територији америчке савезне државе Северна Каролина. Површина језера износи 163 km².